# Olive intosso
L'Oliva intosso è una cultivar d'olivo originaria della regione Abruzzo; fa parte dei Prodotti agroalimentari tradizionali abruzzesi e dei Presidi Slow Food dell’Abruzzo.